# 광명시의 국회의원

## 행정구역 변천
- 1981년 7월 1일 시흥군 소하읍에 경기도 광명시 설치

## 광명시의 역대 국회의원 일람
| 대수   | 이름           | 소속정당       | 임기                              | 선거구역 |
| ------ | -------------- | -------------- | --------------------------------- | --- |
| 제12대 | 이택돈(李宅敦) | 신한민주당     | 1985년 4월 11일 - 1988년 5월 29일 | 안양시·광명시·시흥군· 옹진군 일원(제4선거구)                                                                         |
| 제12대 | 윤국노(尹國老) | 민주정의당     | 1985년 4월 11일 - 1986년 12월 9일 | 안양시·광명시·시흥군· 옹진군 일원(제4선거구)                                                                         |
| 제13대 | 김병룡(金炳龍) | 신민주공화당   | 1988년 5월 30일 - 1992년 5월 29일 | 광명시 일원 |
| 제14대 | 윤항렬(尹恒烈) | 통일국민당     | 1992년 5월 30일 - 1993년 1월 25일 | 광명시 일원 |
| 제14대 | 손학규(孫鶴圭) | 민주자유당     | 1993년 4월 24일 - 1996년 5월 29일 | 광명시 일원 |
| 제15대 | 남궁진(南宮鎭) | 새정치국민회의 | 1996년 5월 30일 - 2000년 5월 29일 | 광명시 갑: 광명1동, 광명2동, 광명3동, 광명4동, 광명5동, 광명6동, 광명7동, 철산1동, 철산2동, 철산4동                  |
| 제15대 | 손학규(孫鶴圭) | 신한국당       | 1996년 5월 30일 - 1998년 4월 6일  | 광명시 을: 철산3동, 하안1동, 하안2동, 하안3동, 하안4동, 소하1동, 소하2동, 학온동                                     |
| 제15대 | 조세형(趙世衡) | 새정치국민회의 | 1998년 7월 22일 - 2000년 5월 29일 | 광명시 을: 철산3동, 하안1동, 하안2동, 하안3동, 하안4동, 소하1동, 소하2동, 학온동                                     |
| 제16대 | 손학규(孫鶴圭) | 한나라당       | 2000년 5월 30일 - 2002년 5월 25일 | 광명시 일원 |
| 제16대 | 전재희(全在姬) | 한나라당       | 2002년 8월 9일 - 2004년 5월 29일  | 광명시 일원 |
| 제17대 | 이원영(李源榮) | 열린우리당     | 2004년 5월 30일 - 2008년 5월 29일 | 광명시 갑: 광명1동, 광명2동, 광명3동, 광명4동, 광명5동, 광명6동, 광명7동, 철산1동, 철산2동, 철산4동                  |
| 제17대 | 전재희(全在姬) | 한나라당       | 2004년 5월 30일 - 2008년 5월 29일 | 광명시 을: 철산3동, 하안1동, 하안2동, 하안3동, 하안4동, 소하1동, 소하2동, 학온동                                     |
| 제18대 | 백재현(白在鉉) | 통합민주당     | 2008년 5월 30일 - 2012년 5월 29일 | 광명시 갑: 광명1동, 광명2동, 광명3동, 광명4동, 광명5동, 광명6동, 광명7동, 철산1동, 철산2동, 철산4동                  |
| 제18대 | 전재희(全在姬) | 한나라당       | 2008년 5월 30일 - 2012년 5월 29일 | 광명시 을: 철산3동, 하안1동, 하안2동, 하안3동, 하안4동, 소하1동, 소하2동, 학온동                                     |
| 제19대 | 백재현(白在鉉) | 민주통합당     | 2012년 5월 30일 - 2016년 5월 29일 | 광명시 갑: 광명1동, 광명2동, 광명3동, 광명4동, 광명5동, 광명6동, 광명7동, 철산1동, 철산2동, 철산4동                  |
| 제19대 | 이언주(李彦周) | 민주통합당     | 2012년 5월 30일 - 2016년 5월 29일 | 광명시 을: 철산3동, 하안1동, 하안2동, 하안3동, 하안4동, 소하1동, 소하2동, 학온동                                     |
| 제20대 | 백재현(白在鉉) | 더불어민주당   | 2016년 5월 30일 - 2020년 5월 29일 | 광명시 갑: 광명1동, 광명2동, 광명3동, 광명4동, 광명5동, 광명6동, 광명7동, 철산1동, 철산2동, 철산4동                  |
| 제20대 | 이언주(李彦周) | 더불어민주당   | 2016년 5월 30일 - 2020년 5월 29일 | 광명시 을: 철산3동, 하안1동, 하안2동, 하안3동, 하안4동, 소하1동, 소하2동, 학온동                                     |
| 제21대 | 임오경(林五卿) | 더불어민주당   | 2020년 5월 30일 - 2024년 5월 29일 | 광명시 갑: 광명1동, 광명2동, 광명3동, 광명4동, 광명5동, 광명6동, 광명7동, 철산1동, 철산2동, 철산3동, 철산4동         |
| 제21대 | 양기대(梁基大) | 더불어민주당   | 2020년 5월 30일 - 2024년 5월 29일 | 광명시 을: 하안1동, 하안2동, 하안3동, 하안4동, 소하1동, 소하2동, 학온동                                              |
| 제22대 | 임오경(林五卿) | 더불어민주당   | 2024년 5월 30일 -                 | 광명시 갑: 광명1동, 광명2동, 광명3동, 광명4동, 광명5동, 광명6동, 광명7동, 철산1동, 철산2동, 철산3동, 철산4동, 학온동 |
| 제22대 | 김남희(金南希) | 더불어민주당   | 2024년 5월 30일 -                 | 광명시 을: 하안1동, 하안2동, 하안3동, 하안4동, 소하1동, 소하2동,일직동                                               |

## 같이 보기
- 광명시 (1988년 선거구)
- 광명시 갑 (1996년 선거구)
- 광명시 을 (1996년 선거구)
- 광명시 (2000년 선거구)
- 광명시 갑
- 광명시 을
- 안양시의 국회의원
- 부천시의 국회의원
- 시흥시의 국회의원
- 안산시의 국회의원
- 의왕시의 국회의원
- 과천시의 국회의원
- 군포시의 국회의원
- 서울 금천구의 국회의원
- 서울 관악구의 국회의원
- 서울 구로구의 국회의원